# Mikroregion Patos de Minas

Mikroregion Patos de Minas

Mikroregion Patos de Minas – mikroregion w brazylijskim stanie Minas Gerais należący do mezoregionu Triângulo Mineiro e Alto Paranaíba.

## Gminy
- Arapuá
- Carmo do Paranaíba
- Guimarânia
- Lagoa Formosa
- Matutina
- Patos de Minas
- Rio Paranaíba
- Santa Rosa da Serra
- São Gotardo
- Tiros